# آهن بتا
در دمای ۷۶۸ درجه سانتیگراد، آهن آلفای فرومغناطیس به آهن آلفای پارامغناطیس تبدیل می‌شود. این تحول، تحول آلوتروپیک نیست. 
گاهی این آهن آلفای پارامغناطیس، آهن بتا خوانده می‌شود.
ثابت شبکهٔ این نوع آهن، ۲/۹ آنگستروم است.

## منبع
- ZENER, C., ۱۹۵۵, Trans. AIME, ۲۰۳,۶۱۹.